# Ryūnosuke Haga
Ryūnosuke Haga (jap. 羽賀龍之介, Haga Ryūnosuke; * 28. April 1991 in Nobeoka) ist ein japanischer Judoka. Er war 2016 Olympiadritter und 2015 Weltmeister im Halbschwergewicht.
Der 1,86 m große Ryūnosuke Haga war 2010 U20-Weltmeister. 2011 siegte er bei der Universiade in Shenzen. Bei den Weltmeisterschaften 2015 in Astana bezwang er im Viertelfinale den Deutschen Dimitri Peters und im Halbfinale den Franzosen Cyrille Maret. Im Finale besiegte er mit Karl-Richard Frey den zweiten Deutschen. Ende 2015 siegte er beim Grand-Slam-Turnier in Tokio. Bei den Olympischen Spielen 2016 in Rio de Janeiro gewann er seine ersten beiden Kämpfe gegen den Letten Jevgeņijs Borodavko und den Brasilianer Rafael Buzacarini. Im Viertelfinale unterlag er dem Tschechen Lukáš Krpálek. Mit Siegen über den Georgier Beka Ghwiniaschwili und den Ukrainer Artem Bloschenko sicherte sich Haga eine Bronzemedaille. Bei den Weltmeisterschaften 2017 in Budapest schied er in seinem zweiten Kampf gegen den Russen Kasbek Sankischijew aus.